# Mimectatina celebica
Mimectatina celebica är en skalbaggsart som beskrevs av Stefan von Breuning 1975. Mimectatina celebica ingår i släktet Mimectatina och familjen långhorningar.
Artens utbredningsområde är Sulawesi. Inga underarter finns listade i Catalogue of Life.